# Hoe word ik mama in Amsterdam-Zuid?
Hoe word ik mama in Amsterdam-Zuid? is een Nederlands televisieprogramma op RTL 5 gepresenteerd door Bridget Maasland, het is een vervolg op de programma`s Hoe word ik een Gooische Vrouw? en Hoe word ik een New Yorkse vrouw?. De eerste aflevering was op 1 september 2008.
In dit televisieprogramma gaat Bridget Maasland ervaren wat er voor nodig is om mama te worden. Ze stort zich in de wereld van de bakfietsen, prinsessenkamers en augurken.